# Kalle Ankas Pocket 1: Tuff till tusen miljarder
Tuff till tusen miljarder, nummer 1 av bokserien Kalle Ankas Pocket, utkom i juni 1968. På den tiden var vartannat uppslag i svartvitt. På omslaget står följande att läsa under titeln: "...faktiskt är farbror Joakim i denna pang-pocket tuffare än vanligt!" Volymen översattes till svenska av P.A. Westrin.

## Innehåll

### Farbror Joakim och guldfrossarna från världsrymden
Farbror Joakim tar ett bad i sina sedlar när han upptäcker att sedlarna är angripna av insekter som, så att säga, håller på att äta honom ur huset. Han växlar sedlarna till mynt. Samtidigt kommer utomjordingar till Jorden. De äter guld men det råder hungersnöd hemma så de smörjer kråset med Joakims guld. Oppfinnar-Jocke uppfinner en konstgödning för guld så att hungersnöden försvinner.

### Farbror Joakim och hans 99.999 ordböcker
Ett bokförlag har gett ut en ordbok och i ett av exemplaren har man medvetet gjort ett stavfel. Den som hittar stavfelet inkasserar prissumman 1 000 kronor (År 1968, alltså väsentligt mycket mer idag). Joakim köper hela upplagan på 100 000 exemplar och ger Kalle i uppdrag att hitta detta. Det finns dock ytterligare ett exemplar som har hamnat i en by i Afrika så Kalle och Knattarna ger sig iväg dit.

### Ett vackert skärp åt farbror Joakim
Hos pelikanen i Ankeborgs zoo hittar Kalle ett skärp med märkliga inskriptioner. Han visar det för Joakim som bestämmer att skärpet är ett slags skattkarta. Kalle och Joakim åker iväg till Orikistan.

### Osynliga fiender
Oppfinnar-Jocke uppfinner en målarfärg och ytor som målas med denna färg blir osynliga. Björnligan kommer dock över färgen och gör en stöt mot Joakims kassavalv. De bygger en stor luftballong som de gör osynliga och sedan kan de landa på taket och bära ut så mycket de orkar. Efter första natten får Kalle och Knattarna stå på vakt i valvet och Kalle följer med i en säck. Joakim ordnar så att den helium Björnligan köper är mättad med korvdoft så att alla Ankeborgs hundar förföljer ballongen.

## Tabell
| Serie nummer | Namn                                               | Ritad av              | Manus                       | Originaltitel                                   | Kommentar                   |
| ------------ | -------------------------------------------------- | --------------------- | --------------------------- | ----------------------------------------------- | --------------------------- |
| 1            | Ekonomen                                           | Tony Strobl           | Bob Karp                    | Saving Bridge Toll                              | Från Uncle Scrooge 41, 1963 |
| 2            | Ingen förlust                                      | Giovan Battista Carpi | Gian Giacomo Dalmasso       | Prologo a "Il trilione"                         | Ramberättelse               |
| 3            | Farbror Joakim och guldfrossarna från världsrymden | Giulio Chierchini     | Osvaldo Pavese              | Paperino e il mistero dei ladri spaziali        | -                           |
| 4            | Farbror Joakim och hans 99.999 ordböcker           | Giovan Battista Carpi | Guido Martina               | Paperino e la caccia all'errore                 | -                           |
| 5            | Ett vackert skärp åt farbror Joakim                | Giovan Battista Carpi | Attilio Mazzanti            | Paperon De' Paperoni e la cintura del bucariota | -                           |
| 6            | Osynliga fiender                                   | Luciano Capitanio     | Rodolfo Cimino, Elisa Penna | Paperino e la vernice invisibile                | -                           |
| 7            | Topp-ekonomen                                      | Carl Barks            | Carl Barks                  | Joe's Oasis                                     | Från Uncle Scrooge 12, 1955 |